# 고향에 진달래
"고향에 진달래"는 1973년 공개된 대한민국의 영화이다.

## 배역
- 신영균
- 윤정희
- 최무룡